# Комуна трудового народу Естонії
Комуна трудового народу Естонії (ест. Eesti Töörahva Kommuun, спочатку Eesti Töörahwa Kommuuna; рос. Эстляндская трудовая коммуна, ЭТК або ETK) — невизнаний уряд, який претендував на окуповані більшовиками частини Естонської Республіки як на свої території під час війни за незалежність Естонії та громадянської війни в Росії.

## Створення і падіння
Комуна була створена в Нарві 29 листопада 1918 р. за підтримки Червоної Армії. Протягом усього періоду її існування головою був Яан Анвельт. У межах сфери свого контролю Комуна закрила церкви, націоналізувала промисловість і банки та оголосила поза законом представників Тимчасового уряду.
Спочатку наступ комуністів був успішним і вони врешті опинилися за 34 кілометри від Таллінна. Однак контрнаступ, розпочатий 7 січня 1919 року Естонськими народними силами (Рахвавягі) під керівництвом головнокомандувача Йогана Лайдонера за допомогою міжнародної військової допомоги, в основному з боку Британської імперії вигнав у підсумку Червону Армію з Естонії. Таким чином, Комуна перестала існувати, ставши урядом у вигнанні в Пскові, потім у Лузі і, нарешті, з 17 травня 1919 року в Старій Русі.

## Міжнародне визнання
Російська Соціалістична Федеративна Радянська Республіка (РРФСР) офіційно визнала ЕТК 7 грудня 1918 року і залишилася єдиним урядом, який це зробив. На той час Радянська Росія сама не була міжнародно визнаною. Одним із перших міжнародних договорів, що визнали радянський уряд Росії легітимним, був Тартуський мирний договір між РСФРР та Естонією, укладений після війни за незалежність Естонії в 1920 році.

## Різанини
Режим установив панування терору з листопада 1918 р. по січень 1919 р.  Значну кількість людей було заарештовано в Тарту в грудні 1919 р., а низку власників німецьких маєтків було страчено на замерзлій річці 9 січня 1919 р. Також у січні 1919 р. поблизу Луги було створено концтабір Незадовго до захоплення Тарту комуністи стратили священнослужителів та інших в'язнів у підвалі міського банку: серед жертв були єпископ Платон, священник Сергій Флорінський та пастор Трауготт Ган. Усього було вбито близько 500 людей.

## Члени Комуни
- Яан Анвельт — голова Ради і нарком оборони
- Віктор Кінгіссепп — народний комісар внутрішніх справ (фактично у підпіллі в Естонії, його обов'язки виконував Йоганнес Кесперт)
- Ганс Пегельманн — нарком народного господарства
- Артур Валлнер — нарком культури і народної освіти
- Йоганнес Мегі — нарком закордонних справ (з 20 грудня 1918 р. Макс-Альфред Тракман) і державного управління (пізніше Карл Мюльберг)
- Рудольф Вакман — нарком соціального забезпечення (в. о. Отто Рестас)
- Йоганнес Кясперт — виконавчий секретар Ради

Радянська влада стратила більшість членів під час Великої чистки.